# Albert Nestler Zeichentechnik
Das Unternehmen Albert Nestler Zeichentechnik war ein Hersteller von Rechenschiebern, Zeichenbrettern und Konstruktionsarbeitsplätzen in Lahr/Schwarzwald. Die 1878 gegründete Fabrik galt bereits 1925 als Branchenführer und war vor dem Zweiten Weltkrieg weltgrößter Hersteller von Rechenschiebern. In den späten 1970er Jahren war Nestler europäischer Marktführer bei Laufwagenzeichenmaschinen. Die Unternehmensgeschichte endete mit dem Konkurs in den frühen 1990er Jahren. Das ehemalige Betriebsgelände, das Nestler-Areal, ist ein wichtiges innerstädtisches Quartier in Lahr.

## Geschichte

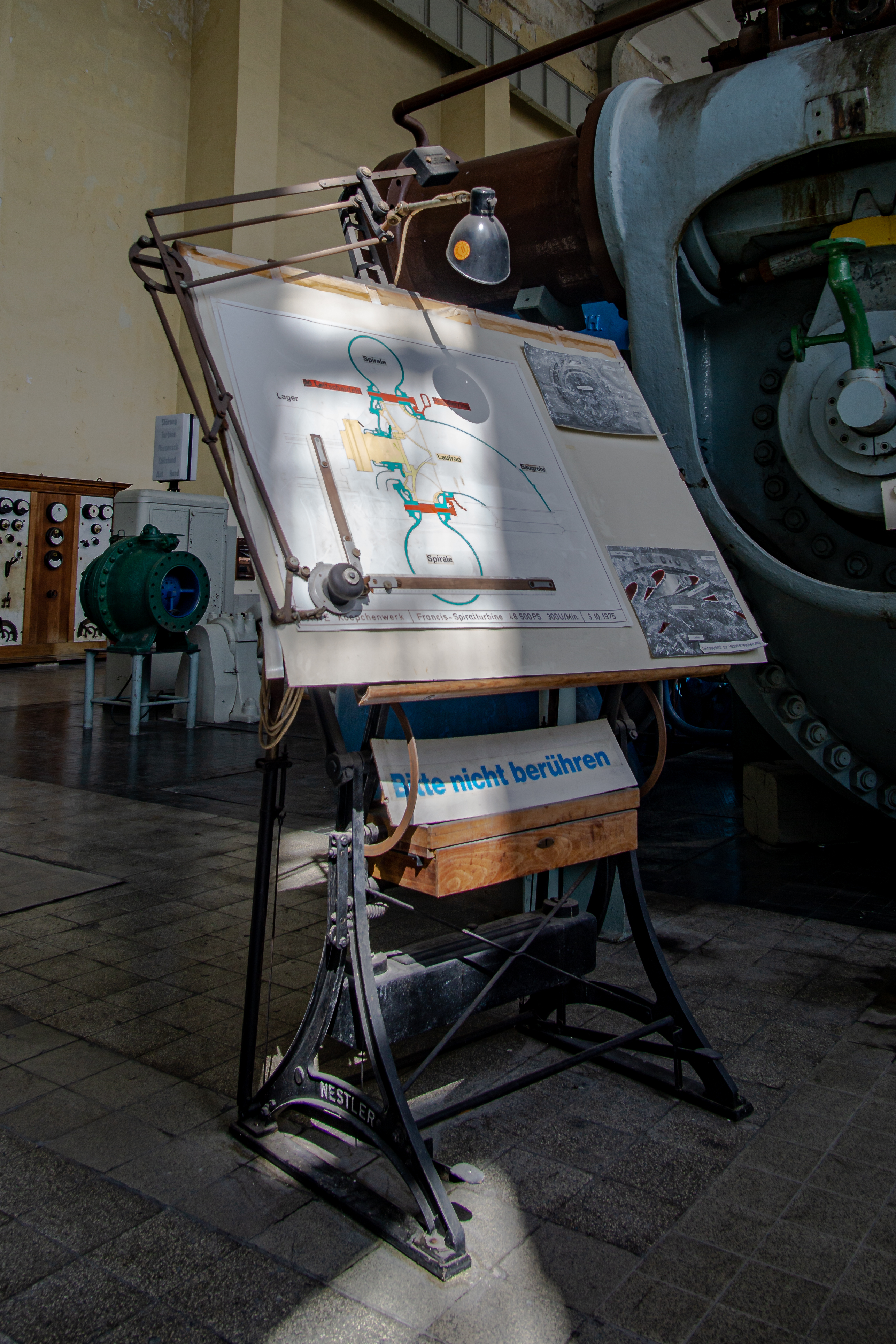
Reißbrett

Die Leinenweber-Familie Jacob Nestler kam im 18. Jahrhundert nach Lahr. Christian Daniel Nestler (1811–1894) und seine vier Söhne begründeten eine bedeutende Fabrikantendynastie. Der Sohn Albert Nestler (1851–1901) gründete 1878 mit dem Schweizer Optiker Theophil Beck das Unternehmen Beck & Nestler, in dem Zeichenmaßstäbe, Zeichengeräte und ausziehbare Photostative gefertigt wurden, später auch Rechenstäbe. In den frühen 1880er Jahren schied der Teilhaber Beck aus dem Unternehmen aus. Das Unternehmen profitierte anfangs sowohl vom allgemeinen Boom der Gründerzeit, aber auch insbesondere durch die Einführung des metrischen Systems, das einen großen Absatzmarkt für die gefertigten Produkte schuf. Nach einer anfänglichen Blüte bedeuteten jedoch um 1900 ein großer Brand in der Fabrik und der Tod des Gründers im Jahr 1901 schwere Rückschläge.
Die Söhne des Gründers, Albert und Richard Nestler, bauten das Unternehmen neu auf und nahmen zusätzlich Vermessungsgeräte in die Produktpalette auf. Nach 1900 erschloss das Unternehmen außerdem Exportmärkte, vor allem in Russland, Skandinavien, dem Balkan und Südamerika. 1911 wurde der Betrieb durch die Errichtung einer Fabrikhalle an der Thiergartenstraße bedeutend vergrößert. Kurz vor dem Ausbruch des Ersten Weltkriegs wurden außerdem ein Holzhandel und ein Sägewerk in das Unternehmen eingegliedert, wodurch die Produktion weitgehend unabhängig von Zulieferern wurde. Im Ersten Weltkrieg wurde die Produktion zeitweilig auf der Kriegswirtschaft geschuldete Produkte umgestellt. Nach Kriegsende kehrte die Firma zu ihren angestammten Produkten zurück und konnte auch die Wirtschaftskrise und Inflation der frühen 1920er Jahre ohne bedeutende Einbußen überdauern. Der Betrieb wurde um eine Werkhalle für Mechanik und Schlosserei an der Bahnhofstraße und um ein Werksgelände an der Westendstraße vergrößert. In den 1920er Jahren nahm die Firma durch die hinzugenommene Fertigung von Zeichenmaschinen und Rechenschiebern einen weiteren Aufschwung. Ein besonders erfolgreiches Modell war der Rechenschieber Darmstadt. 1925/26 galt die Firma als marktführend im Bereich von Rechenschiebern und Zeichenbrettern. Im Zuge des weiteren Wachstums der Firma wurde das firmeneigene Sägewerk in die Westendstraße verlegt und weitere Holzschuppen an der Gutenbergstraße errichtet. Vor dem Zweiten Weltkrieg war Nestler der weltgrößte Hersteller von Rechenschiebern.

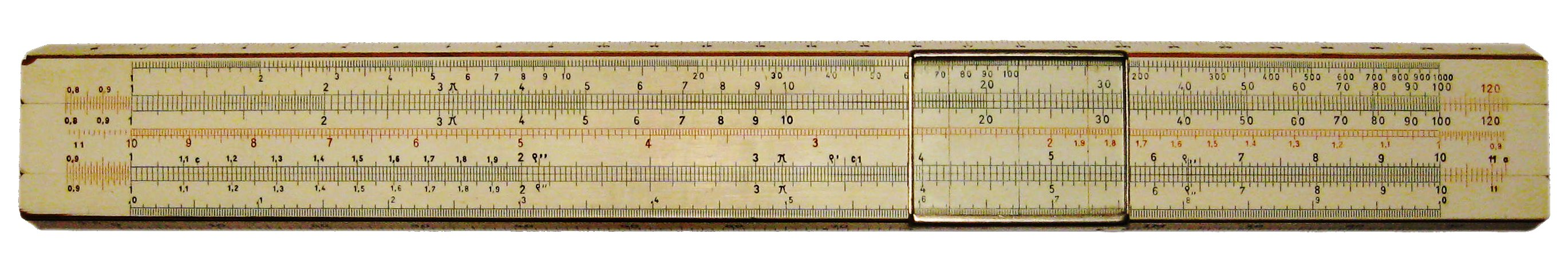
Modell N°23R, produziert von 1922 bis 1934

Der Zweite Weltkrieg führte zu einer Zäsur in der Firmengeschichte, da zahlreiche Mitarbeiter zum Heeresdienst eingezogen wurden und die Firma im Laufe des Krieges immer mehr in die Kriegswirtschaft und Rüstungsproduktion eingebunden wurde. Kurz vor Kriegsende wurde das Hauptwerk durch einen Luftangriff völlig zerstört. Die meisten der übriggebliebenen Maschinen wurden nach Kriegsende durch die Franzosen beschlagnahmt.
Erneut lag es an Albert und Richard Nestler, das Unternehmen neu aufzubauen. Der Wiederaufbau war bis in die frühen 1950er Jahre vollbracht und es wurden wieder ca. 500 Arbeiter beschäftigt. Das Unternehmen wurde in die Produktionsfirma Albert Nestler GmbH und die Albert Nestler Verkaufsgesellschaft GmbH aufgeteilt. Die Produktion bestand anfangs überwiegend aus Rechenstäben, verlagerte sich dann allmählich auf Zeichentische und Zeichengeräte. Richard Nestler war von 1930 bis 1933 und von 1947 bis 1952 Präsident der Industrie- und Handelskammer Mittelbaden in Lahr, die südbadische Regierung ernannte ihn zum Kommerzienrat, außerdem wurde er mit dem großen Verdienstkreuz des Verdienstordens der Bundesrepublik Deutschland ausgezeichnet und zum Ehrensenator der Technischen Hochschule Darmstadt ernannt.
1954 übergaben Albert und Richard Nestler den Betrieb an ihre Söhne Erich und Richard jun. Nestler. Im Anschluss an den Altbau in der Bahnhofstraße entstand an der Stelle kriegszerstörter Privatbauten ein Erweiterungsbau, der die beiden früheren Betriebsgrundstücke an der Bahnhof- und der Thiergartenstraße zu einem Gesamtkomplex verband.
1968 ging die Geschäftsführung an Heinrich Friedrich (Schwiegersohn von Richard sen. Nestler und langjähriger Oberbürgermeister von Lahr) und Karl Rieker. Mit dem Zeichentisch Nestler Ingenieur war das Unternehmen erneut international erfolgreich, gleichzeitig begann man auch mit der Fertigung elektronischer Datenerfassungsgeräte. Zu Beginn der 1970er Jahre wurde die Angebotspalette auf die gesamte Ausstattung technischer Büros erweitert. 1977 präsentierte Nestler die erste Zeichenmaschine mit elektronischer Winkelanzeige. Mit dem zunehmenden Wandel hin zur Elektronik und zu Möbeln entstanden am Werk weitere Erweiterungsbauten. In den späten 1970er Jahren war Nestler europäischer Marktführer bei Laufwagenzeichenmaschinen.
Im Jahr 1978, im hundertsten Jahr des Bestehens, übernahmen Dieter Lindemann und Bernd Friedrich die Leitung des Unternehmens. Damals wurden 315 Arbeitskräfte in der Produktionsfirma und 110 Arbeitskräfte in der Vertriebsgesellschaft beschäftigt. 1978 wurde ein eigenes CAD-System entwickelt das drei Jahre später auf den Markt kam und insbesondere für Maschinenbaufirmen gedacht war. Der Umsatz belief sich 1978 auf 25 Millionen und 1990 auf etwa 60 Millionen DM.
Das Unternehmen erlebte zu Beginn der 1990er Jahre seinen wirtschaftlichen Niedergang und wurde im Zuge eines Konkursverfahrens aufgelöst. Aus der ehemaligen Formenbau-Abteilung des Unternehmens entstand dadurch die heute noch in Lahr bestehende Polar Form GmbH. Das Nestler-Areal an der Bahnhofstraße wurde zu verschiedenen Zwecken genutzt und stand mehrere Jahre auch leer, bevor es die Kenzinger Firma Freyler Industriebau GmbH erwarb. Gegenwärtig ist es Gegenstand der laufenden Lahrer Altstadtsanierung, nach Abschluss der Arbeiten soll ein größeres Geschäftszentrum entstehen.